# HMS Grey Goose (S 309)
HMS Grey Goose (S 309) byl dělový člun britského královského námořnictva třídy SGB (Steam Gun Boat). Člun byl bojově nasazen ve druhé světové válce a po válce byl používán pro testování pohonu plynovými turbínami. Byla to první válečná loď poháněná výhradně plynovými turbínami. Dodnes se zachoval jako hausbót.

## Stavba
Stavba dělového člunu HMS SGB 9 byla objednána 8. listopadu 1940. Postavila jej loděnice William Denny & Brothers v Dumbartonu ve Skotsku. Stavba byla zahájena 23. ledna 1941, trup byl na vodu spuštěn 14. února 1942 a dne 4. července 1942 byl člun uveden do služby.

## Konstrukce
Původní výzbroj tvořily dva 40mm kanóny, čtyři 12,7mm kulomety Vickers a dva 533mm torpédomety. Pohonný systém tvořil jeden kotel a dvě parní turbíny o výkonu 8000 hp, pohánějící dva lodní šrouby. Nejvyšší rychlost dosahovala 35 uzlů.

### Modernizace
Roku 1943 byla výzbroj zesílena přidáním 76mm kanónu a několika 20mm kanónů Oerlikon. Trup byl v místech pohonu zesílen přidáním 19mm silného pancíře. Zároveň se počet členů posádky zvýšil z 27 na 34 osob, standardní výtlak narostl na 205 tun a rychlost se snížila na 30 uzlů. Plavidlo přitom bylo upravováno i v dalších letech.

## Operační služba
Dělový člun SGB 9 byl operačně nasazen ve druhé světové válce, přičemž jeho hlavním úkolem byl boj s německými rychlými čluny operujícími v Lamanšském průlivu. Roku 1943 byl přejmenován na HMS Grey Goose a od roku 1944 sloužil jako rychlá minolovka.
V letech 1952–1953 byl člun loděnicí Vosper přestavěn na pokusné plavidlo, které bylo do roku 1957 využíváno pro zkoušky pohonu plynovými turbínami. Jeho stávající pohonný systém byl demontován a nahrazen dvojicí plynových turbín Rolls-Royce RM60, každou o výkonu 6000 hp. Nový pohonný systém byl o 50% lehčí, o 35% výkonnější a potřeboval o 25% méně prostoru. Rychlost upraveného plavidla se zvýšila na 50 uzlů, přičemž vynikající byly i jeho manévrovací schopnosti. Na základě úspěšných zkoušek pak námořnictvo přistoupilo ke stavbě pokusných člunů třídy Bold.
Člun Grey Goose byl roku 1958 vyřazen ze služby. Civilní uživatel jej později přestavěl na hausbót Anserava, který je dlouhodobě zakotven v Hoo St Werburgh v Kentu.